# IV Festival Internacional de la Canción de Viña del Mar
El IV Festival Internacional de la Canción de Viña del Mar, o simplemente Festival de Viña del Mar 1963, se realizó del 15 al 24 de febrero de 1963, durante 10 jornadas en el anfiteatro de la Quinta Vergara, en Viña del Mar, Chile. Fue animado por Ricardo García y Carlos de la Sotta.

## Primeras transmisiones
En este festival fue por primera vez transmitido por un medio televisivo, ese derecho lo obtuvo el entonces Canal 9 de Televisión de la Universidad de Chile, instalando sus equipos en la Quinta Vergara la planta repetidora transmitió en diferido a Santiago y Valparaíso, siendo así la única versión que fue televisado, hasta el año 1969 cuando la Pontificia Universidad Católica de Chile vuelve a transmitir la final de la competencia del Festival, en 1970 y 1971 lo transmite UCV Televisión, y finalmente desde 1972 adquiere ese derecho Televisión Nacional de Chile para transmitir el festival durante los próximos 22 años; en cuanto a la transmisión de una radioemisora, la Radio Minería de amplitud modulada obtuvo ese derecho y hace sus transmisiones en vivo en forma ininterrumpida hasta 1983.

## Artistas invitados
- Carlos Helo (humor)
- Juan "Chocolate" Rodríguez
- Enrique Guzmán
- Gloria Benavides
- Lorenzo Valderrama
- Los Habana
- Los Perlas
- The Strangers

## Relevancia histórica
- Son más de setecientos temas que fueron presentadas en el concursos por artistas nacionales y de otros países americanos; sin embargo, estos últimos fueron «rechazados puesto que se considera que la competencia debe tener un carácter netamente nacional».
- Este año fue el debut de la joven Gloria Benavides, cantante de la nueva ola chilena, pero no será esta la última vez que se presente en el escenario de la Quinta Vergara.
- La seguridad del recinto fue sobrepasada ya que muchos espectadores eufóricos ingresan sin haber cancelado su entrada previamente, por lo que se verán obligados a construir imponentes rejas de contención que hasta en la actualidad se usa para resguardar la entrada del recinto.

## Competencias
Internacional
- 1.er lugar: "Solo una mirada" de Juan Vázquez, interpretada por Marco Aurelio.[2]

Folclórica
- 1.er lugar: "Álamo Huacho" de Clara Solovera,[3] interpretado por Los Huasos Quincheros.